# Tâm lý trị liệu
Tâm lý trị liệu, (tiếng Anh: psychotherapy) là hệ thống các phương pháp, kỹ thuật được nhà tâm lý trị liệu sử dụng, nhằm cải thiện sức khỏe, tinh thần, tháo gỡ các trở ngại trong cảm xúc và hành vi của thân chủ, cũng chính là nguyên nhân làm cho họ cảm thấy khó khăn trong việc tự quản lý cuộc sống, đạt được các mục đích và mong muốn của mình. 

## Vấn đề riêng tư
Nhà tâm lý trị liệu bắt đầu bằng công việc bằng cách tìm hiểu những vấn đề mà thân chủ đang gặp phải để tìm cách giải quyết. Đây là vấn đề có tính chất nhạy cảm, riêng tư, vì thể nhà tâm lý trị liệu có trách nhiệm trước pháp luật bảo toàn bí mật những thông tin liên quan đến trị liệu cho thân chủ của mình.

## Nhà tâm lý trị liệu
Ở nhiều quốc gia, những người làm tâm lý trị liệu phải được đào tạo, cấp bằng và cấp phép hành nghề. Nhà tâm lý trị liệu có thể xuất thân từ những chuyên ngành khác nhau: có thể là nhà tâm lý, nhân viên các cơ quan xã hội, điều dưỡng viên tâm thần, bác sĩ tâm thần, nhà phân tâm học hoặc các chuyên viên khác đang làm việc trong lĩnh vực chăm sóc sức khỏe tinh thần.
Tâm lý trị liệu là phương pháp tâm lý, dùng để chữa trị các vấn đề tâm lý, cảm xúc chủ yếu bằng lời nói hoặc các kỹ năng giao tiếp khác giữa nhà trị liệu và thân chủ. Trong tâm lý liệu pháp, bệnh nhân trò chuyện với nhà trị liệu về các triệu chứng và các vấn đề mà họ mắc phải và thiết lập mối quan hệ giữa bệnh nhân và nhà trị liệu. Mục đích của quá trình này là giúp bệnh nhân tìm hiểu chính họ, tạo nên một cái nhìn mới về các mối quan hệ trong quá khứ và hiện tại, thay đổi những hành vi đã định hình của người bệnh.
Theo Alexander, tâm lý trị liệu thực sự không phải là việc gì đó quá mới mẻ, xa lạ hoặc vượt quá tầm hiểu biết của con người. Alexander phát biểu: Bất kỳ ai đang cố gắng cảm thông với một người bạn đang đau khổ hoặc cố trấn an một đứa trẻ đang hoảng sợ, thì cũng có thể xem người ấy đang thực hành tâm lý trị liệu. Người đó đang cố gắng vận dụng các phương thức tương tác về mặt tâm lý để bảo tồn trạng thái thăng bằng về mặt cảm xúc ở một người khác. Những cách thức thông thường này chủ yếu được dựa trên những sự hiểu biết có tính trực giác hơn là sự hiểu biết có tính khoa học. Khi bạn đang nói chuyện với ai đó đang có tâm trạng phiền muộn, bạn cũng có thể tự nhiên hiểu được tác dụng tốt của việc giúp cho người ấy giải tỏa cảm xúc. Với một người đang trong trạng thái hoảng sợ, quẫn trí, bạn cũng có thể (bằng sự hiểu biết có tính trực giác) mang đến cho người ấy sự hỗ trợ về mặt cảm xúc bằng những lời khuyên và một thái độ vững chãi để người ấy có thể tin tưởng nương tựa vào bạn. Bạn vốn cũng có thể đã biết rằng khi một người đang bị chìm ngập trong một tình huống có tính nguy hiểm, đáng sợ thì người ấy không thể sử dụng được lý trí của mình một cách hiệu quả, và bạn cần giúp anh ta ổn định bằng cách nâng đỡ về mặt tâm lý. Trong lúc nói chuyện với người ấy về hoàn cảnh khách quan mà anh ta đang đương đầu, bạn có thể cho anh ta 'mượn' công cụ lý trí của chính bạn để sử dụng. Khi làm tất cả những việc này, chúng ta đã thực hành một sự phối hợp giữa hai công việc có tính chất chữa trị, một là nâng đỡ (supportive), hai là thấu hiểu (insight).
Và Alexander đã định nghĩa tâm lý trị liệu "... không gì khác hơn ngoài việc áp dụng một cách có hệ thống, một cách có ý thức những phương pháp mà chúng ta áp dụng để ảnh hưởng lên những người sống xung quanh chúng ta trong cuộc sống thường ngày. Sự khác biệt quan trọng nhất là ở chỗ: nó không đơn thuần dựa trên những sự hiểu biết có tính trực giác mà thay vào đó là phải có sự thiết lập tốt các nguyên lý chung về tâm lý động học (psychodynamics)".
Như vậy, khác với sự giúp đỡ từ một người thân quen thường gặp trong đời sống, "sự hỗ trợ trong tâm lý trị liệu được tiến hành bởi một nhà trị liệu được đào tạo chuyên nghiệp để có thể làm chức năng hỗ trợ người khác mà không nhất thiết phải trở nên gắn kết với thân chủ của mình về mặt đời sống riêng tư" (Goffman; 1962).

## Các mục tiêu của tâm lý trị liệu
Tâm lý trị liệu, nói chung, nhắm đến việc làm tăng trưởng nhân cách một con người theo chiều hướng trưởng thành hơn, chín chắn hơn, và giúp người đó "tự hiện thực hóa bản thân mình". Các mục tiêu chính của tâm lý trị liệu bao gồm: Gia tăng khả năng thấu hiểu bản thân của thân chủ, tìm kiếm giải pháp cho các xung đột, gia tăng sự tự chấp nhận bản thân của thân chủ, giúp thân chủ có những kỹ năng ứng phó hữu hiệu với những khó khăn, giúp thân chủ củng cố một cái "Tôi" vững mạnh, toàn vẹn và an toàn.
Các bước cơ bản trong tiến trình làm tâm lý trị liệu là: Tạo một bầu không khí quan hệ có tính trị liệu, giải tỏa cảm xúc của thân chủ, tạo sự thấu hiểu nơi thân chủ, giúp thân chủ định hình lại cảm xúc, kết thúc trị liệu
Từ thời cổ đại, Hippocrates, ông tổ của y học phương Tây đã từng kể ra ba công cụ chủ yếu mà một người thầy thuốc có thể sử dụng để chữa bệnh, đó là: cây cỏ, con dao và lời nói. Từ cây cỏ có thể chiết xuất ra các dược liệu, từ con dao có thể cắt bỏ đi những phần cơ thể bị bệnh mà không thể giữ lại được, và từ đó đã dần dần hình thành nên các chuyên khoa nội và ngoại trong y khoa hiện đại. Song chỉ khi có sự hình thành và phát triển của ngành tâm lý học hiện đại và ngành tâm thần học hiện đại, giá trị của việc sử dụng lời nói trong chữa bệnh mới được phát huy thành một phương pháp trị liệu thực sự khoa học. Phương thức trị liệu ấy được một số nhà tiên phong trong lĩnh vực này, như Sigmund Freud gọi là "chữa trị bằng lời nói", tiếng Anh: talking cure mà về sau nó trở thành chuyên ngành tâm lý trị liệu, với rất nhiều trường phái và khuynh hướng khác nhau.

## Những yếu tố tạo nên hiệu quả trị liệu
Nhiều yếu tố giúp tạo nên hiệu quả của tâm lý trị liệu đã được nghiên cứu và thừa nhận như bản chất mối quan hệ trị liệu (Goldstein; 1962), sự hữu dụng của lời nói (Bernstein; 1965), lòng tin của người bệnh (hoặc thân chủ) đối với nhà trị liệu (Frank; 1961). Tuy vậy, tác động thực sự của tâm lý trị liệu vẫn còn là điều gây nhiều tranh cãi mãi cho đến hiện nay. Một trong các nghi vấn đó là liệu các cách thức chữa trị bằng lời nói có thực sự chữa trị được các chứng rối loạn tâm trí?
Trong thực tế, việc tranh luận về hiệu quả của tâm lý trị liệu phần lớn xảy ra trong giới chuyên môn, ngay cả giữa những người thực hành tâm lý trị liệu thuộc các trường phái và xu hướng khác nhau. Đánh giá thích hợp nhất sẽ có được, nếu tác động của tâm lý trị liệu được xét từ góc độ và địa vị của người bệnh (hoặc thân chủ).
Thân chủ không "nhìn thấy" những học thuyết và lý luận của nhà trị liệu, mà "nhìn vào" hành vi và thái độ ứng xử của họ. Vì thế việc "ai là nhà trị liệu" có khi còn quan trọng hơn cả việc nhà trị liệu áp dụng học thuyết nào, phương pháp nào... Nhà trị liệu là người ở vị thế có ảnh hưởng đối với thân chủ, mà nếu không có sự ảnh hưởng này, việc trị liệu sẽ không còn giá trị. Do vậy tâm lý trị liệu có thể được xem là "nghệ thuật tạo sự khích lệ, và kế đó là sử dụng tầm ảnh hưởng của nhà trị liệu lên thân chủ của mình một cách thuần thục" (Michael Franz Basch).
Mặt khác, việc xác định hiệu quả của tâm lý trị liệu khó xác định, mà thay vào đó chỉ có thể xem xét được hiệu năng của nó, tức là việc tâm lý trị liệu tạo khả năng để có thể đạt đến một kết quả mong muốn. Theo Gregory Bateson: tâm lý trị liệu "cung cấp một sự khác biệt để tạo nên một sự khác biệt mới". Nhà tâm lý trị liệu không giúp thay đổi những sự kiện trong thực tế khách quan, mà nhắm đến những thay đổi những gì xảy ra trong thực tại chủ quan của người bệnh hoặc thân chủ. Nói một cách hình tượng thì "nhà trị liệu mang thân chủ đến một điểm, mà ở đó họ không còn cảm thấy tuyệt vọng nữa" (Martin Seligman; 1975).
Nhiều định kiến cho rằng: nhà tâm lý trị liệu thì chữa bệnh cho bệnh nhân bị rối loạn tâm trí, còn các chuyên viên tư vấn (counsellor) giúp tháo gỡ các vấn đề khó khăn trong cuộc sống của thân chủ. Tuy nhiên, cả hai công việc tư vấn và trị liệu tâm lý đều cùng chia sẻ chung những học thuyết, lý luận, kỹ năng và phương pháp. Theo Jessie Bernard (1969), "tư vấn tâm lý giúp con người của thân chủ trở lại hòa hợp với số phận của họ, điều chỉnh bản thân họ khi sống đối mặt với những thất bại và đau khổ. Nhưng nếu những thân chủ ấy có những ứng xử không tuân theo các chuẩn mực hoặc có những rối loạn tâm trí nghiêm trọng, thì việc giúp đỡ những thân chủ ấy sẽ thuộc trách nhiệm của nhà tâm lý trị liệu".
Tâm lý trị liệu không diễn ra như nhiều người suy nghĩ: Đó không hẳn là việc chữa lành một căn bệnh, không phải là sự hướng dẫn của một nhà thông thái, lời chia sẻ giữa hai người bạn thân, cũng không phải là một quá trình học hỏi những kiến thức.
Tâm lý trị liệu không liên quan đến những điều con người suy nghĩ, mà nó diễn ra qua cách suy nghĩ của con người, nó gây chú ý đến cách thức mà con người suy nghĩ. Nó phân biệt rõ giữa những điều con người đang suy nghĩ đến và cách thức thực hiện suy nghĩ ấy. Tâm lý trị liệu ít chú ý đến việc tìm kiến những nguyên nhân, để giải thích những gì con người đang làm, nó quan tâm đến việc khám phá những ý nghĩa từ những gì mà con người đang làm (James Bugental, Ph.D.).
Tâm lý trị liệu liên quan đến cách sống với những tình cảm của con người, liên quan đến những quan điểm được áp dụng trong những mối quan hệ giữa người với người, đến những điều con người muốn đạt đến trong cuộc đời và cách thức mà con người cố gắng đạt đến và nó liên quan đến các động lực giúp con người có thể tìm thấy những tiềm năng thay đổi trong bản thân mỗi người.